# Rolando Teruel
Pour l’article homonyme, voir Teruel.
Rolando Teruel , né en 1974 et mort en août 2023, est un arachnologiste cubain, spécialiste des arachnides néotropicaux.
Il travaille au Centro Oriental de Ecosistemas y Biodiversidad (BIOECO) du Museo de Historia Natural Tomás Romay à Santiago de Cuba.

## Espèces nommées en son honneur
- Anolis terueli Navarro, Fernandez & Garrido 2001[2]
- Rowlandius terueli Armas, 2002
- Ananteris terueli Kovařík, 2006
- Cubanops terueli Sánchez-Ruiz, Platnick & Dupérré, 2010

## Quelques taxons décrits

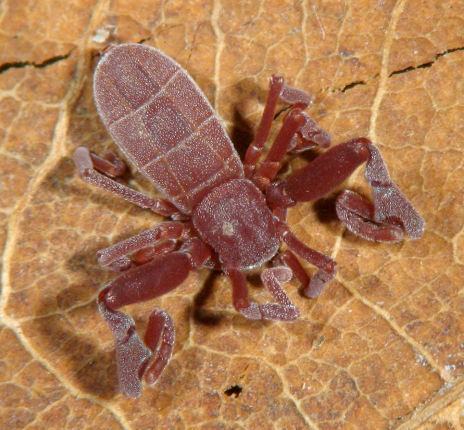
Pseudocellus bifer, décrit et photographié par Rolando Teruel en 1980.

- Ammotrecha enriquei Armas & Teruel, 2005
- Ammotrechella beatriceae Teruel & Questel, 2011
- Ammotrechella jutisi Armas & Teruel, 2005
- Ananteris tolimana Teruel & García, 2007
- Antillostenochrus alticola Teruel, 2003
- Antillostenochrus cokendolpheri Armas & Teruel, 2002
- Antillostenochrus gibarensis Armas & Teruel, 2002
- Antillostenochrus holguin Armas & Teruel, 2002
- Antillostenochrus subcerdoso (Armas & Abud Antun, 1990)
- Antillostenochrus Armas & Teruel, 2002
- Antillotrecha disjunctodens Armas & Teruel, 2005
- Antillotrecha guama Armas & Teruel, 2005
- Buthus alacanti Teruel & Turiel, 2020
- Buthus baeticus Teruel & Turiel, 2020
- Buthus delafuentei Teruel & Turiel, 2020
- Buthus garcialorcai Teruel & Turiel, 2020
- Buthus manchego Teruel & Turiel, 2020
- Buthus serrano Teruel & Turiel, 2020
- Cazierius asper Teruel, 2006
- Cazierius chryseus Teruel & Armas, 2006
- Cazierius paradoxus Teruel & Diaz, 2004
- Centruroides exilimanus Teruel & Stockwell, 2002
- Centruroides galano Teruel, 2001
- Centruroides hirsuticauda Teruel, 2011
- Centruroides melanodactylus Teruel, 2001
- Centruroides navarroi Teruel, 2001
- Centruroides nigropunctatus Teruel, 2006
- Centruroides polito Teruel, 2007
- Centruroides spectatus Teruel, 2006
- Centruroides stockwelli Teruel, 2001
- Charinus muchmorei Armas & Teruel, 1997
- Cicileiurus Teruel, 2007
- Cicileiurus monticola Teruel, 2007
- Cokendolpherius jumagua Teruel & Rodriguez, 2010
- Cubacanthozomus Teruel, 2007
- Cubazomus montanus Teruel, 2004
- Didymocentrus armasi Teruel & Rodriguez, 2008
- Diplocentrus bellator Teruel, 2003
- Guanazomus Teruel & Armas, 2002
- Guanazomus armatus Teruel & Armas, 2002
- Hansenochrus urbanii Villarreal Manzanilla & Teruel, 2006
- Heterocubazomus Teruel, 2007
- Heterocubazomus sierramaestrae Teruel, 2007
- Hottentotta flavidulus Teruel & Rein, 2010
- Mastigoproctus santiago Teruel, 2010
- Oiclus nanus Teruel & Chazal, 2010
- Oiclus questeli Teruel, 2008
- Phrynus alejandroi Armas & Teruel, 2010
- Phrynus decoratus Teruel & Armas, 2005
- Pseudocellus pachysoma Teruel & Armas 2008
- Rowlandius falcifemur Teruel, 2003
- Rowlandius florenciae Teruel, 2003
- Rowlandius gracilis Teruel, 2004
- Rowlandius guantanamero Teruel, 2004
- Rowlandius littoralis Teruel, 2003
- Rowlandius marianae Teruel, 2003
- Rowlandius melici Teruel, 2003
- Rowlandius mixtus Teruel, 2004
- Rowlandius reyesi Teruel, 2000
- Rowlandius serrano Teruel, 2003
- Rowlandius vinai Teruel, 2003
- Tarsoporosus macuira Teruel & Roncallo, 2007
- Tityus bahoruco Teruel & Armas, 2006
- Tityus riverai Teruel & Sanchez, 2009
- Troglocubazomus Teruel, 2003
- Troglocubazomus inexpectatus Teruel & Rodriguez-Cabrera, 2019